# 윤가이
윤가이(본명: 정유연, 2000년 9월 16일 ~ )는 대한민국의 배우이다. 2023년 《SNL 코리아》 리부트 시즌 4부터 멤버로 합류해 이름을 대대적으로 알렸다.

## 작품 활동

### 영화
- 2015년 《부처님 오신 날》
- 2015년 《그놈이다》 - 여중생 역
- 2019년 《선희와 슬기》 - 방울 역
- 2020년 《매미》 - 혜민 역
- 2021년 《BLUE》 - 시원 역
- 2022년 《마시멜로 이야기》 - 민주 역
- 2023년 《다음 소희》 - 지원 역
- 2023년 《말이야 바른 말이지》 - 람람 역
- 2023년 《1지망》 - 지연 역
- 2025년 《어쩔수가없다》

### 드라마
- 2021년 Kakao TV 오리지널 드라마 《우수무당 가두심》 - 라하나 역
- 2022년 SBS 금토드라마 《악의 마음을 읽는 자들》 - 이초원 역
- 2022년 KBS1 추석특집 제주어 드라마 《차사 강림》 - 가옥 역
- 2023년 JTBC 토일드라마 《닥터 차정숙》 - 여고생 역
- 2023년 Genie TV, ENA 월화드라마 《마당이 있는 집》 - 이수민 역
- 2023년 SBS 금토드라마 《악귀》 - 정희 역
- 2024년 KBS2 월화드라마 《멱살 한번 잡힙시다》 - 최 실장 역
- 2024년 쿠팡플레이 오리지널 드라마 《가족계획》 - 류미옥 역
- 2025년 SBS 금토드라마 《나의 완벽한 비서》 - 나규림 역
- 2025년 MBC 금토드라마 《언더커버 하이스쿨》 - 박미정 역
- 2025년 MBC 금토드라마 《메리 킬즈 피플》 - 최예나 역
- 미정 Netflix 오리지널드라마 《지금 우리 학교는 시즌 2》 - 이종아 역

### 방송
- 2023년 유튜브 《노빠꾸 탁재훈 탁스패치》- 게스트
- 2023년 쿠팡플레이 《SNL 코리아 리부트 시즌 4》 - 크루
- 2023년 JTBC 《한문철의 블랙박스 리뷰》 - 게스트
- 2024년 JTBC 《아는 형님》 - 게스트
- 2024년 쿠팡플레이 《SNL 코리아 리부트 시즌 5》 - 크루
- 2024년 MBC 《라디오 스타》 - 게스트
- 2024년 MBC 《나 혼자 산다》 - 게스트
- 2024년 MBC 《복면가왕》 - 참가자
- 2024년 SBS 《신발 벗고 돌싱포맨》 - 게스트

## 수상 목록
- 2024년 제3회 청룡 시리즈 어워즈 신인 여자예능인상 (SNL 코리아 5)